# シルビア・コルソ

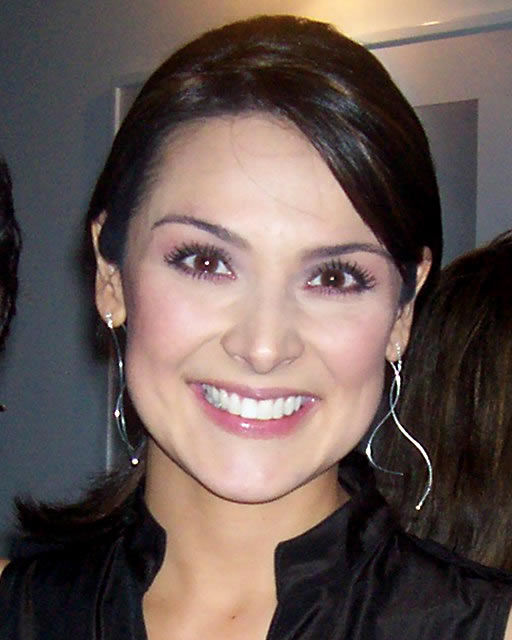
シルビア・コルソ

シルビア＝ミレナ・コルソ＝ピント (Silvia Milena Corzo Pinto、1973年10月30日 - ) はコロンビア人の弁護士、ジャーナリスト兼ニュースキャスター。ブカラマンガ（コロンビアの北東の町）生まれ。
ブカラマンガ・アウトノマ大学で法学を専攻し、卒業後にラジオ番組の司会者となる。1997年にTelevisión Regional del Orienteの番組に出演するようになる。その後結婚に伴いカリに移りテレビ局のニュース番組に出演。2002年12月16日にCaracol （コロンビアの国営テレビ系）のニュースキャスターになった。